# Magé
Magé város Brazíliában, Rio de Janeiro államban. Lakosainak száma 228 127 fő (2022). Magé Duque de Caxias, Guapimirim és Petrópolis községekkel határos.

## Népesség
A település népességének változása:
| Lakosok száma | 205 830 | 227 322 | 246 433 | 247 741 | 228 127 |
|               | 2000    | 2010    | 2020    | 2021    | 2022    |